# Patrick Moore
Sir Alfred Patrick Caldwell-Moore, znany jako Patrick Moore CBE, HonFRS, FRAS (ur. 4 marca 1923 w Pinner, zm. 9 grudnia 2012 w Selsey) – angielski astronom amator, który osiągnął legendarny status w astronomii jako pisarz, badacz, komentator radiowy i prezenter telewizyjny. Były prezes British Astronomical Association, współzałożyciel i były prezes Society for Popular Astronomy, autor ponad 70 książek oraz prezenter najdłużej trwającej serii programów telewizyjnych (z tym samym prezenterem) pt. The Sky at Night w stacji BBC.
Nazwiskiem Patricka Moore’a została nazwana planetoida (2602) Moore.